# Markus Koch (Footballspieler)
Markus Koch (* 13. Februar 1963 in Niedermarsberg) ist ein ehemaliger deutscher professioneller American-Football-Spieler in der Defensive Line. Er gewann mit den Washington Redskins zwei Super Bowls.

## Karriere
Koch spielte Highschool Football in Kitchener, Ontario und College Football bei den Broncos der Boise State University in Idaho, wo er von 1983 bis 1985 jeweils in das Auswahlteam der Big Sky Conference berufen wurde. Zudem wurde er dreimal zum All-American berufen, 1983 durch die Associated Press, und erneut durch AP sowie Kodak im Jahr 1985, sodass seine Profi-Chancen gut standen.
Im Frühjahr 1986 wurde er im CFL Draft von den Toronto Argonauts und wenig später in der zweiten Runde des NFL Drafts von den Washington Redskins als insgesamt 30. Spieler ausgewählt. Koch entschied sich für die Redskins. Er spielte auch als Linebacker, aber meist als Defensive End. Mit den Redskins gewann er den Super Bowl XXII gegen die Denver Broncos im Januar 1988. In seiner Karriere erzielte er 10,5 Sacks, zog sich aber im Oktober 1991 gegen die Chicago Bears eine Knieverletzung zu, die seine Spielerlaufbahn letztlich beendete. Für den anschließenden Sieg der Redskins im Super Bowl bekam er jedoch erneut einen „Ring“ zugesprochen.
Da er seine Erfolge vor dem Internetzeitalter erzielte, wird Koch meist übersehen und Sebastian Vollmer oft als erster Deutscher bezeichnet, der gedraftet wurde und den Super Bowl gewinnen konnte.

## Leben
Als Koch vier Jahre alt war, zog seine Familie 1967 nach Kitchener, Ontario. Dort sammelte er Erfahrungen in den Sportarten Fußball und Eishockey, bevor er zum Football kam.
Nach dem Ende seiner Football-Karriere zog Koch nach Port Townsend, Washington, wo er vorübergehend als Zimmermann arbeitete. Während dieser Zeit hatte er physische und psychische Schmerzen, die er auf seine Football-Vergangenheit zurückführte. Ende der 1990er Jahre lernt er alternative Heilmethoden kennen und arbeitet seither als Heilpraktiker mit der Cranio-Sacral-Therapie. Koch lebt in Chelsea, Michigan.